# Уотт, Ян
Ян Уотт (англ. Ian Watt, 9 марта 1917, Уиндермир, Камбрия — 13 декабря 1999, Менло Парк, Область залива Сан-Франциско) — английский и американский историк литературы.

## Биография
Закончил Кембридж. Участвовал во Второй мировой войне (1939—1946), воевал пехотинцем в Сингапуре, был ранен и попал в списки «без вести пропавших, по всей вероятности, убитых». На самом деле, три с половиной года провел в японском плену, строя в Таиланде мост через реку Квай. Вернувшись на родину и защитив диссертацию, с 1947 года преподавал в Кембридже, с 1952 году — в Беркли (до 1962 года), университете Британской Колумбии, Университете Восточной Англии в Нориче. С 1964 года — профессор Стэнфордского университета, после отставки — почетный профессор.
Читал лекции в Торонто, вел семинары в Принстоне. Директор Стэнфордского центра гуманитарных наук (1980—1985).
Архив Уотта находится в библиотеке Стэнфордского университета.

## Научные труды
Автор работ о творчестве Д. Дефо, Г. Филдинга, Л. Стерна, Джейн Остин, Вальтера Скотта, Томаса Харди, Джозефа Конрада и др. В книге «Подъём романа» (1957) проследил становление английской прозы XVIII века в связи с развитием философского рационализма Б. Спинозы, Рене Декарта, Джона Локка, с одной стороны, и формированием широкой читающей публики, с другой. Она сохраняет значение для истории английского общества, социологии литературы и чтения до наших дней. Столь же авторитетна и влиятельна для теорий коммуникации его работа «Последствия грамотности» (1963), написанная в соавторстве с Джеком Гуди и позднее вошедшая в изданный последним сборник «Грамотность в традиционных обществах» (1968).

## Публикации

### Книги
- The Rise of the Novel: Studies in Defoe, Richardson and Fielding (1957)
- Jane Austen (1963)
- The Victorian novel; modern essays in criticism (1971)
- The British novel: Scott through Hardy (1973)
- The humanities on the River Kwai (1982, мемуары о пребывании в плену)
- Myths of modern individualism: Faust, Don Quixote, Don Juan, Robinson Crusoe (1996)
- Essays on Conrad (2000)

### Сводные издания
- The Literal Imagination: Selected Essays/ Bruce Thompson, ed. (2002)

## Признание
Член Американской академии искусств и наук (1972).